# Ifridytes
Ifridytes is een geslacht van kevers uit de familie van de loopkevers (Carabidae). De wetenschappelijke naam van het geslacht is voor het eerst geldig gepubliceerd in 1994 door Deuve & Queinnec.

## Soorten
Het geslacht Ifridytes is monotypisch en omvat slechts de volgende soort:
- Ifridytes mateui Deuve & Queinnec, 1994